# Hawaiʻi
Hawaiʻi (nazywana również Big Island) – największa wyspa w archipelagu Hawajów i zarazem najmłodsza z nich wszystkich. Jej nazwa wywodzi się od imienia legendarnego bohatera Hawaiʻiloa, który według lokalnych przekazów był pierwszym człowiekiem, który dotarł do jej brzegów. Zgodnie z inną wersją, nazwa wywodzi się od mitologicznej wyspy Hawaiki – krainy zmarłych z mitologii Polinezyjczyków.

## Środowisko naturalne
Zgodnie z legendami Hawaiʻi narodziła się w wyniku walki dwóch potężnych bóstw: boga wulkanów Pele oraz półboga Kamapua, odpowiedzialnego za kontrolowanie pogody. Z tego pojedynku powstała wyspa, na zachodzie opanowana przez słońce i wulkany, na wschodzie zaś przez tropikalne deszcze.
Geologicznie wyspa zbudowana jest z pięciu niezależnych gór wulkanicznych, które w większości skrywają aktywne lub drzemiące wulkany, będące wciąż zagrożeniem dla mieszkańców: Kīlauea (czynny), Mauna Loa (czynny), Hualālai (drzemiący), Mauna Kea (drzemiący), Kohala (wygasły). Na szczycie Mauna Kea znajduje się znane obserwatorium astronomiczne (Mauna Kea Observatories, instytut uniwersytetu hawajskiego).

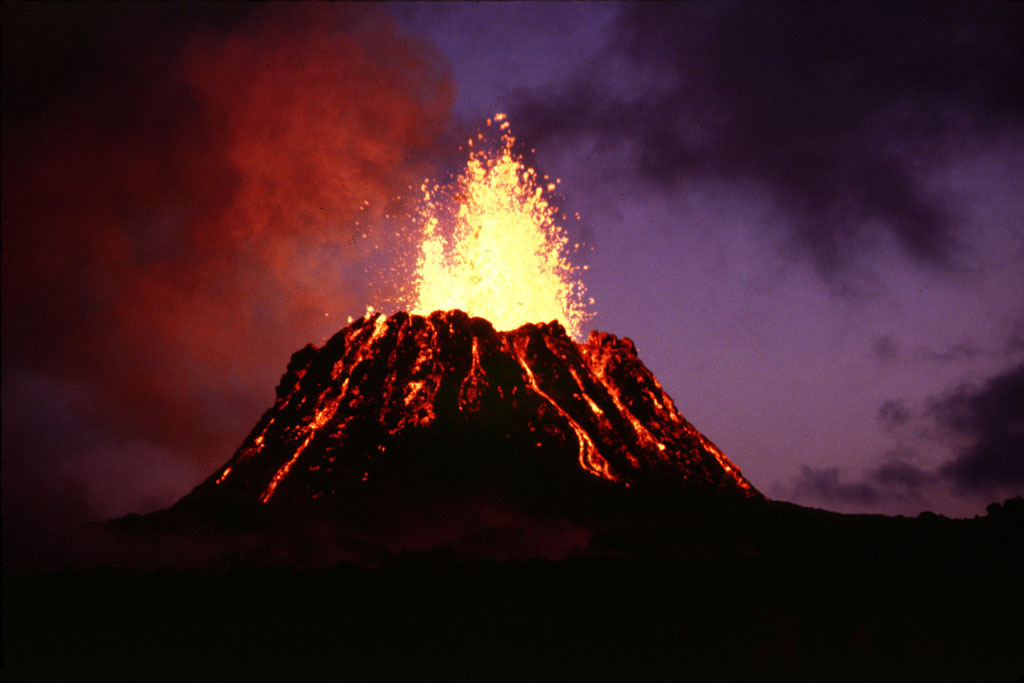
Erupcja pomniejszego wulkanu Puʻu ʻŌʻō

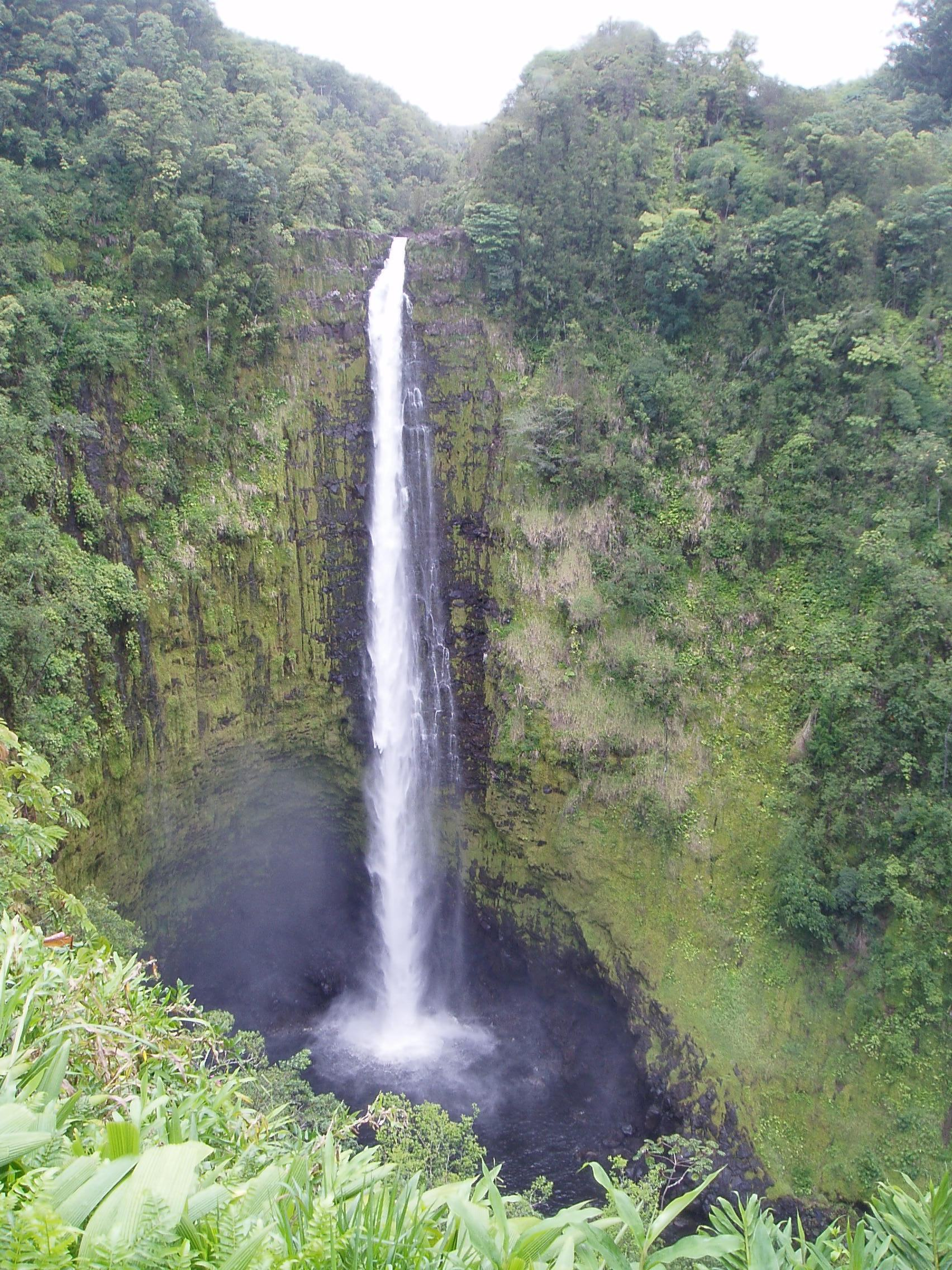
Wodospad Akaka

Powierzchnia wyspy wynosi 10 432 km², co jest równe ponad 60% powierzchni wszystkich wysp z archipelagu Hawajów. Z powodu tych proporcji Hawaiʻi jest również zwana Dużą Wyspą. Wskutek aktywności wulkanicznej na jej terenie, cały czas obserwuje się jej wzrost. Między styczniem 1983 a wrześniem 2002 roku powiększyła się o 2,2 km² dzięki wypływającym z wulkanu Kīlauea strumieniom lawy. Jednak właśnie z powodu tych zjawisk zostało zniszczonych kilka miejscowości: Kapoho (1960), Kalapana (1990) i Kaimū (1990).
W najbliższych okolicach wyspy w kierunku południowym znajdują się Line Islands, a na północ wyspa Maui z charakterystycznym wulkanem Haleakalā. Około 29 km na południowy zachód od brzegów Hawaiʻi jest kolejny, tym razem podwodny, wulkan – Lōʻihi. Znajduje się ok. 975 m pod powierzchnią oceanu i wciąż wykazuje aktywność. Wyspę co jakiś czas nawiedzają fale tsunami, również z oddalonych zakątków świata. W trzęsieniu ziemi w Chile (epicentrum oddalone było o 10 tys. km), w nadmorskim mieście Hilo zginęło 61 osób, a straty na całych Hawajach oszacowano na 50 mln dolarów.
Wyspa posiada zadziwiające właściwości przyrodnicze, gdyż na tak małym skrawku lądu można zaobserwować dwanaście różnych stref klimatycznych: począwszy od lasów deszczowych we wschodniej części (roczne opady wynoszą tu 3251 mm), poprzez strefę tundry na stokach Mauna Kei, aż po wypalone słońcem pustynie na południu (roczne opady 254 mm). Na wyspie znajduje się także Park Narodowy Wulkany Hawaiʻi (Hawaii Volcanoes National Park).

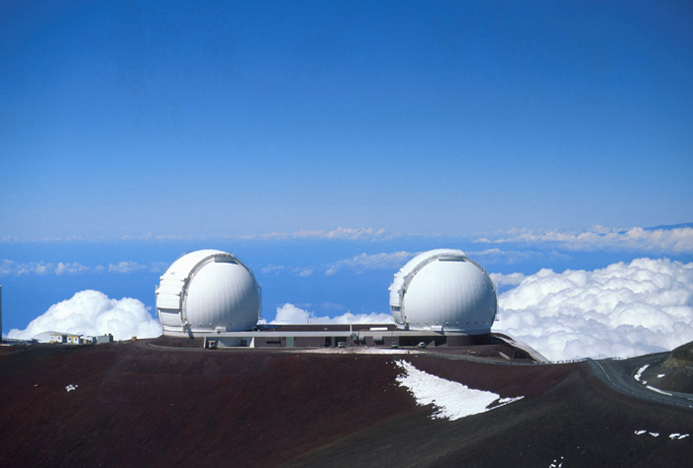
Teleskopy Kecka na szczycie Mauna Kea

## Gospodarka
Przez ostatnie stulecie na terenie wyspy Hawaiʻi największe znaczenie gospodarcze miały plantacje trzciny cukrowej. Był to główny, jeśli nie jedyny, produkt eksportowy, dzięki któremu mieszkańcy tej wyspy mogli się utrzymać. Jednak w latach 20. XX wieku uprawy tej rośliny zaczęły maleć, a w roku 1996 zamknięto ostatnią plantację.
Obecnie Hawaiʻi utrzymuje się głównie z turystyki, a niemal wszystkie podstawowe produkty są importowane z innych krajów. Nielicznymi rodzimymi produktami są m.in.: owoce tropikalne, kawa i orzeszki makadamii. Niemniej dzięki sprzyjającym warunkom klimatycznym na wyspie można znaleźć liczne plantacje storczykowatych i anturium, będące chlubą Hawaiʻi. Na jej terenie znajdują się również liczne hodowle rogacizny.

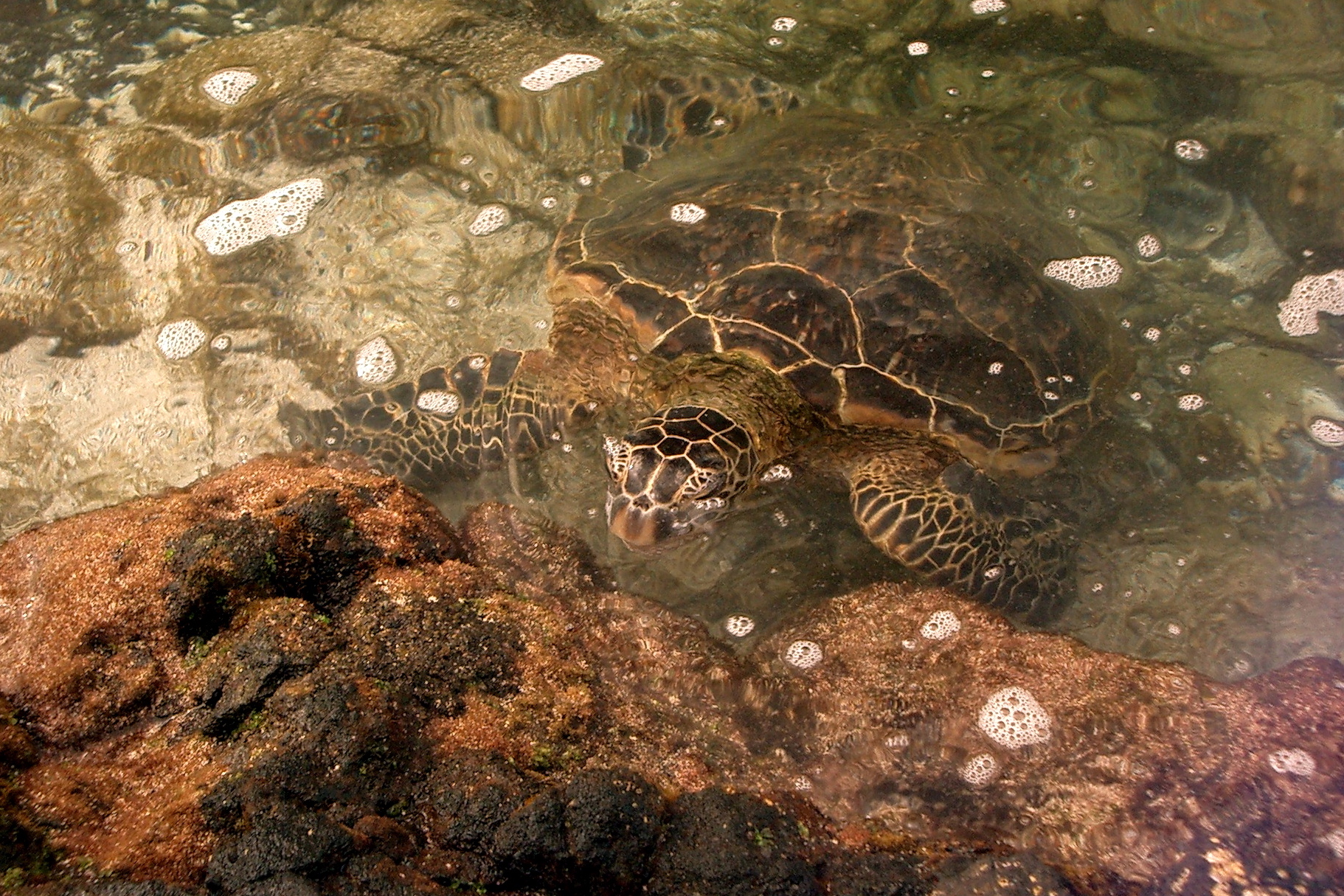
Żółw morski sfotografowany niedaleko Kona

## Ludność
Według danych z 2003, populacja wyspy wynosi 158 423 osób. Największym miastem Hawaiʻi jest Hilo, zwane  „mokrym miastem”, położone we wschodniej części. Liczy ono 40 759 mieszkańców (dane z 2000 roku). Jest to drugie pod względem liczby ludności miasto stanu Hawaje. Znajduje się tu siedziba hrabstwa Hawaiʻi oraz uniwersytet (University of Hawaiʻi).
Drugą pod względem wielkości miejscowością na wyspie jest Kailua-Kona i tu znajduje się główna baza turystyczna z hotelami i klubami.

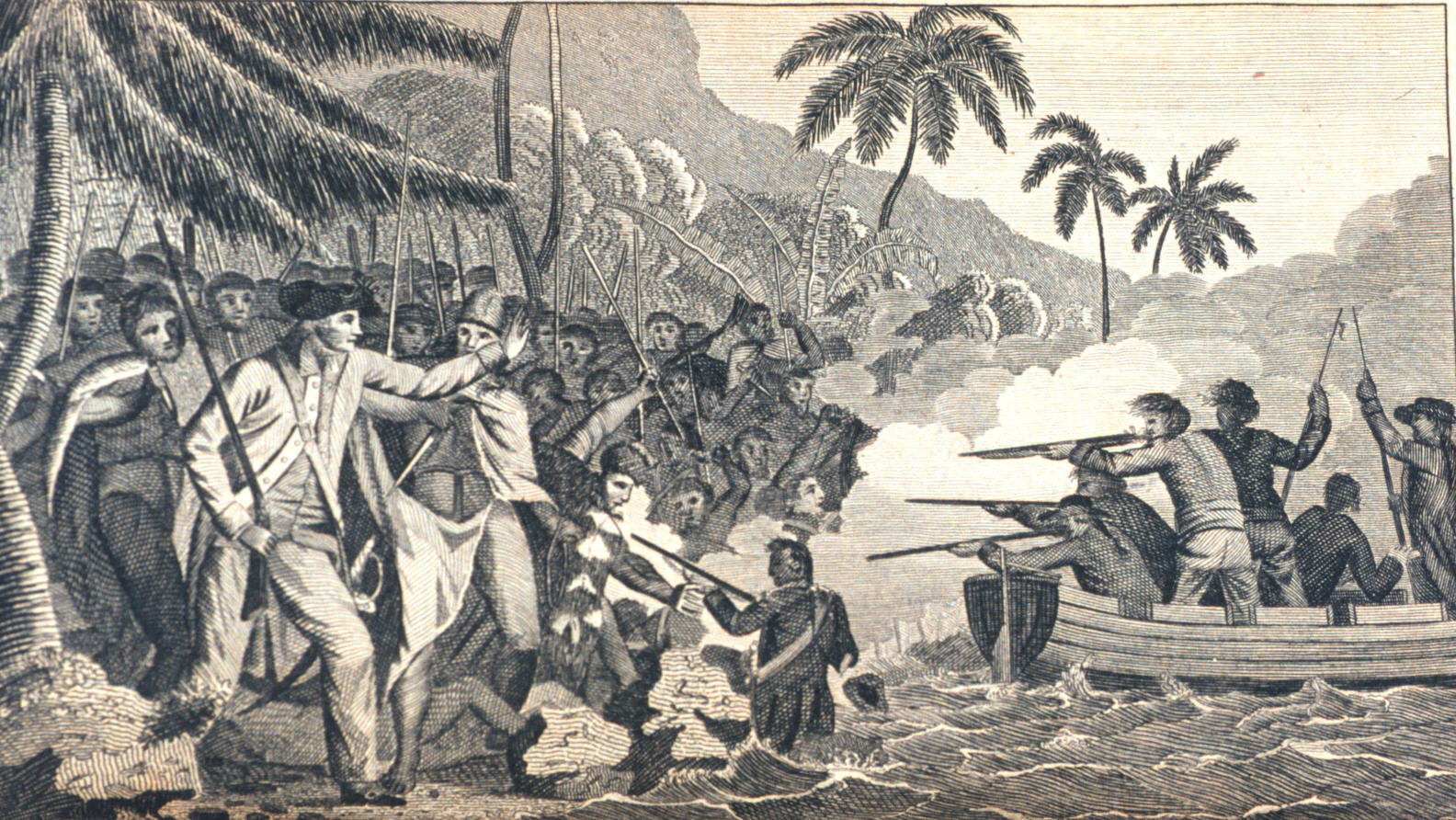
Śmierć kapitana Cooka, rycina z 1790 roku